# Esculturas rupestres de Dazu
As Esculturas Rupestres de Dazu são um conjunto de esculturas religiosas chinesas, em Xunquim, China, datadas desde o século VII d.C., influenciadas pelo budismo, taoísmo e confucionismo. As esculturas de Dazu começaram a ser entalhadas no ano 649 d.C., e alcançaram seu máximo esplendor entre o século IX e meados do século XIII. Ao longo do período de 600 a 700 anos, o seu número foi aumentando sem parar, até chegar a constituir um vasto conjunto de esculturas. 
Ao valor artístico das esculturas rupestres de Dazu, soma-se o valor cultural próprio das relíquias. As estátuas de inspirações diversas, assim como os 150.000 caracteres chineses de sutras, panegíricos e crónicas entalhados nas rochas, formam um verdadeiro tesouro documental. Considerando todo o conjunto, em 1 de dezembro de 1999 a Unesco incluiu as esculturas rupestres de Dazu no Património Mundial. Sua Comissão justificou a inclusão dizendo que as esculturas entalhadas nos precipícios de Dazu, de alto nível artístico e únicas em seu gênero, oferecem uma ampla gama de temas laicos e religiosos.

## Galeria

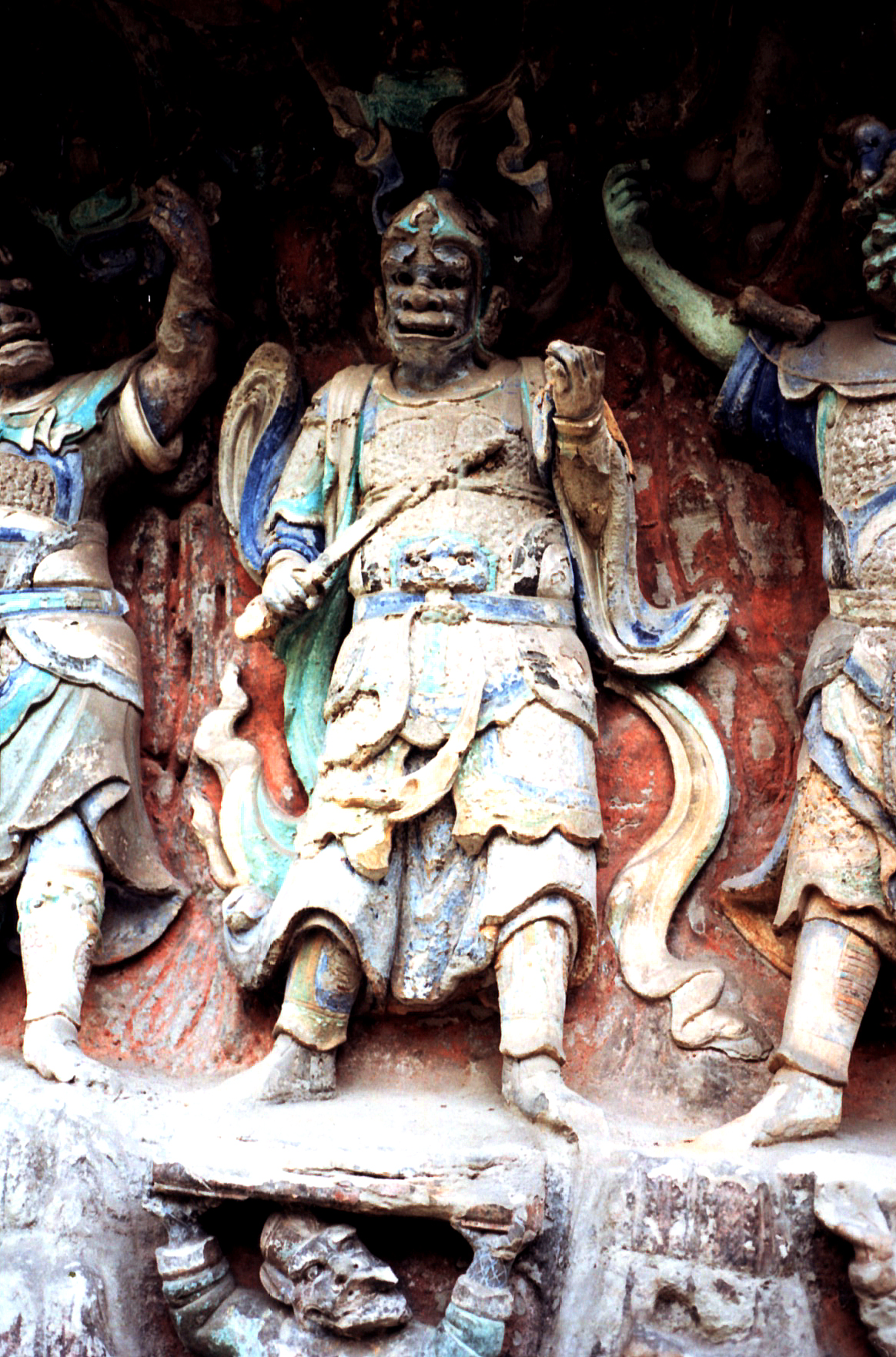
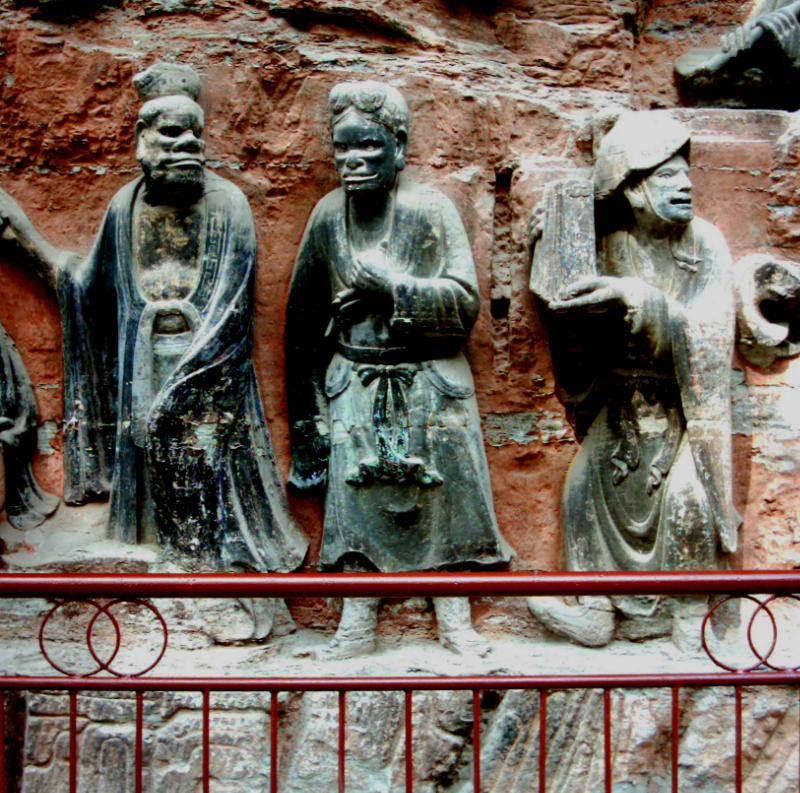

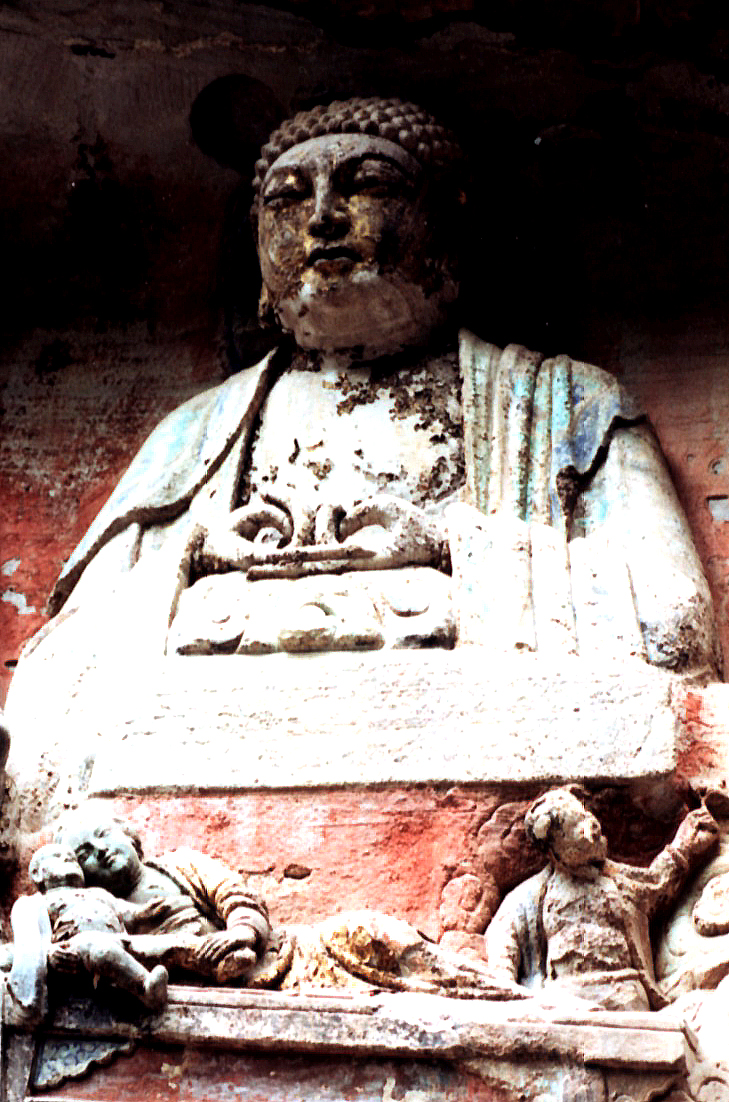
Buda da Montanha BaoDing
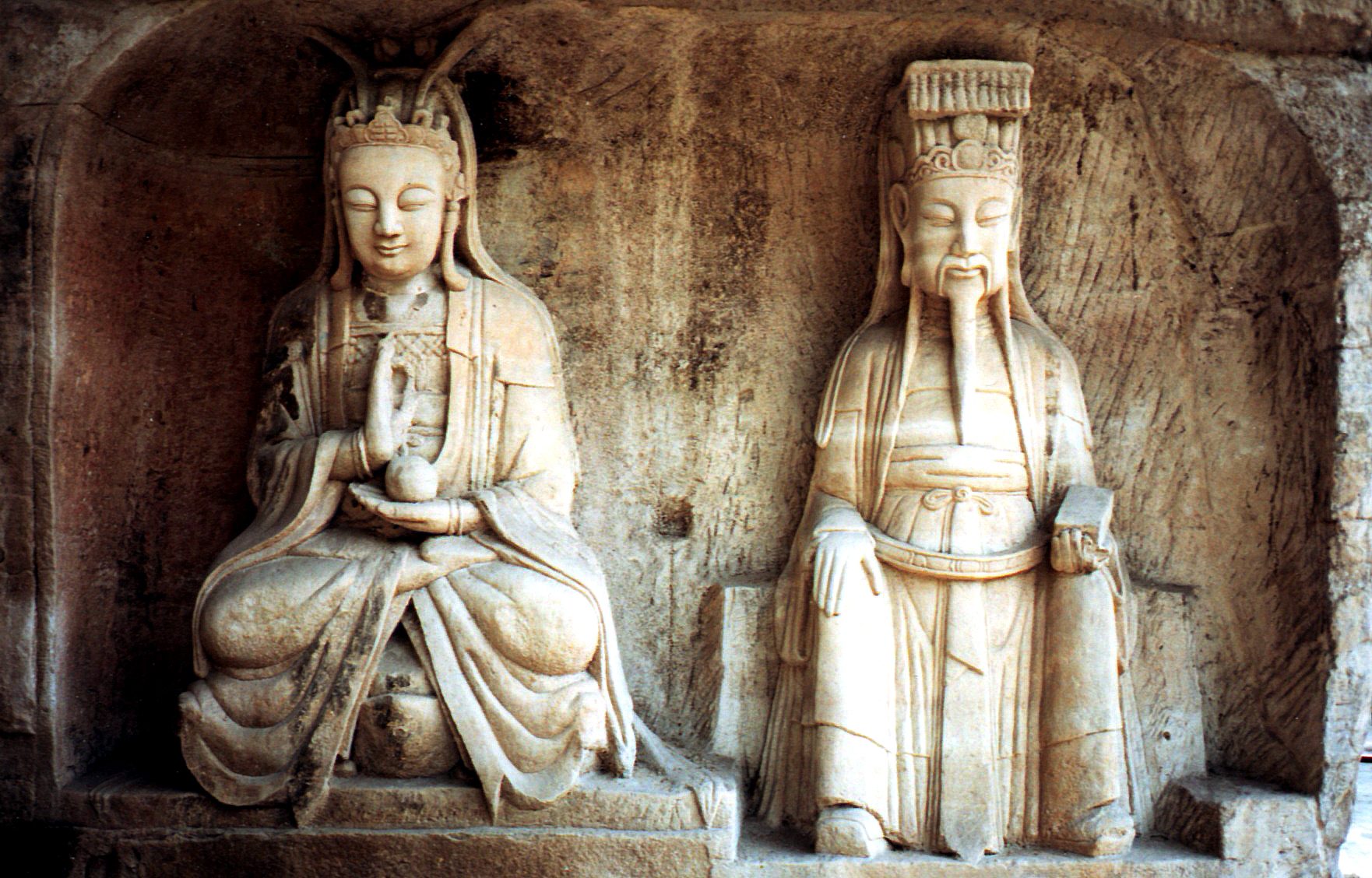
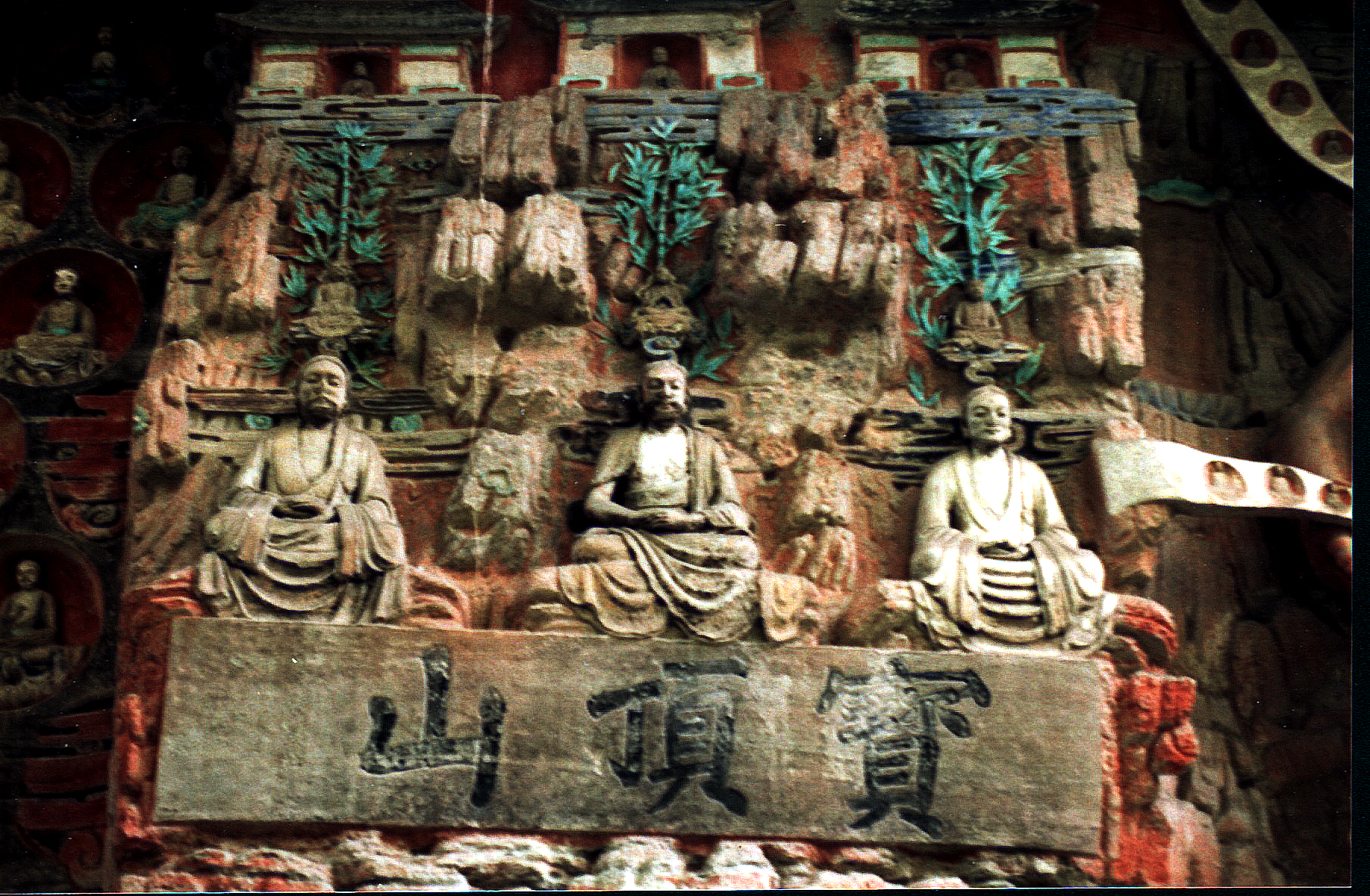